# Эло, Йорма
Йо́рма Э́ло (фин. Jorma Elo; 30 августа 1961, Хельсинки, Финляндия) — финский хореограф, педагог, награждённый высшей государственной наградой для деятелей искусства — медалью «Pro Finlandia» (2015).

## Биография
Будучи школьником, планировал профессионально заниматься хоккеем, однако с 1973 года начал заниматься танцами в стиле модерн и джаз. С 1974 года начал обучение классическому танцу сначала в балетной школе при Финском национальном балете, а с 1979 по 1980 годы проходил обучение в Ленинградском хореографическом училище.
С 1978 по 1984 годы танцевал в составе Финского национального балета (в 1983 году пройдя военную службу). В 1980 году участвовал в международном конкурсе артистов балета в Варне (Болгария), а в 1984 году вышел в финал международного балетного конкурса в Хельсинки.
С 1984 по 1990 годы танцевал в труппе Балета Кульберг (Стокгольм) с хореографом Матсом Экком, а в 1990 году перешёл в Нидерландский театр танца (Гаага), где работал с хореографами Иржи Килианом, Хансом ван Маненом, Охадом Нахарином, Уильямом Форсайтом и Полом Лайтфутом. В 2004 году окончил танцевальную карьеру.

### Хореограф
В 2000 году дебютировал как хореограф, поставив балет «Вид отсюда» («The View from Over here») на сборную музыку для Пенсильванского балета (Филадельфия) и «Чистый снег» («Blank Snow») на музыку Г. Ф. Генделя для Балета Альберты (Эдмонтон, Калгари; Канада).
В 2005 году начал работу хореографа Бостонского балета, где состоялись мировые премьеры балетов: «Острая грань темноты» («Sharp side of Dark») на музыку И. С. Баха (2002); «План Б» («Plan to B») на музыку Г. И. Ф. Бибера (2004); «Кармен» на музыку Ж. Бизе (2006); «Задержи взгляд» («Brake the Eyes») на музыку В. А. Моцарта, аранжированную для синтезатора (2007); «На синем» («In on Blue») на музыку Э. Изаи и Б. Херрманна (2008); «Весна священная» И. Стравинского (2009); «Опыт Эло» («Elo Experience full evening work») (2011).
Поставлены балеты для балетной труппы Базельского театра, Балета Дебрецена (Венгрия), Балета Альберты («Послеполуденный отдых фавна» на музыку К. Дебюсси, «Видение розы» на музыку К. М. фон Вебера), Норвежского национального балета, Финского национального балета, труппы Нью-Йорк сити балета («Затачивая до остроты» на музыку А. Вивальди и Г. И. Ф. Бибера, Проект Даймонда, 2006), АБТ/Американского театра балета («Стоп свет» на музыку В. А. Моцарта и Ф. Гласса, 2006; «Близко к Чаку (Клоузу)»/«C. to C.» — «Close to Chuck» на музыку Ф. Гласса, 2007), Балета Сан-Франциско («Двойное зло» на музыку Ф. Гласа и В. Мартынова, 2008), балетной труппы Венской государственной оперы («Сон в летнюю ночь» на музыку Ф. Мендельсона, 2010 г.), Национального балета Канады/Торонто («Pur ti Miro»/«Радость взору, чувств блаженство» на музыку Л. ван Бетховена и К. Монтеверди, 2010), Датского королевского балета, Балета Цинциннати, Штутгартского балета.
В 2010 году в Московском академическом музыкальном театре им. К. С. Станиславского и В. И. Немировича-Данченко был поставлен балет «Затачивая до остроты», ставший первой работой хореографа в России.
В 2011 году, в рамках проекта «Отражения» (совместного проекта Большого театра, агентства «Ардани» и Центра исполнительских искусств графства Оранж — ныне Центра искусств им. Сегерстромов) на сцене Большого театра был показан его хореографический номер «Одна увертюра» на музыку В. А. Моцарта в исполнении Марии Кочетковой.
Является автором костюмов ко многим своим балетам, также постоянно выступает в качестве художника по свету и постановщика видеоэффектов.

## Семья
- Отец — Яакко Эло[англ.] (род. 1925), финский уролог.
- Мать — Руфь Эло (фин. Ruth Elo в девичестве Карлстедт), дантист.
- Партнёр — Нэнси Эуверинк (фин. Nancy Euverink), род. 1968, балерина; с 2012 года директор кафедры танца Гаагской консерватории.

## Хореография
- The View from Over here («Вид отсюда») / Пенсильванский балет, Филадельфия, 2000
- Blank Snow («Чистый снег») / Балет Альберты, Калгари, Эдмонтон Канада, 2000
- Faun/Spectre / Балет Альберты, Канада, 2001
- Twisted Shadow / Финский национальный балет, Хельсинки, 2002
- Sharp side of Dark («Острая грань темноты») / Бостонский балет, 2002
- 1st Flash («Первая вспышка») / NDT 1[англ.], 2003
- Red with Me (2003) Pecs Ballet (Hungary)
- Black Shine (2003) Gala Stockholm
- DREAMTEAM (2003) Stockholm 59 North
- Happy is Happy / Финский национальный балет, Хельсинки, 2004
- One Cue (2004) Pecs Ballet (Hungary)
- Plan to B («План Б») / Бостонский балет, 2004
- Drive (2004) Stockholm 59 North
- Cut to Drive (2004) Norwegian National Ballet(NOKO)
- Plan to A («План А») / NDT 1, 2004
- Two Fast / Финский национальный балет, Хельсинки, 2004
- Hammer (2005) Ballet Debrecen (Hungary)
- OFFCORE / Финский национальный балет, Хельсинки, 2005
- Carmen / Бостонский балет, 2006
- Slice to Sharp («Затачивая до остроты») / Нью-Йорк Сити балет, 2006
- Slice to Core (2006) Ballet Nurnberg
- Scenes View 2 (2006) Ballet X (Philadelphia)
- Glow- Stop (2006) American Ballet Theater
- Pointe OFF (2006) Aspen Santa Fe Ballet (Colorado)
- 10 to Hyper M.(2006) Royal Danish Ballet
- Nijinsky(film)(2007) Finnish TV
- From all Sides (2007) Hubbard St. dance company (Chicago)
- C. to C. (2007) American Ballet Theater
- Brake the Eyes («Задержи взгляд») / Бостонский балет, 2007
- Brake Green (2007) Norwegian National Ballet
- Lost by Last (2007) Royal Ballet of Flanders (Antwerp)
- Lost on Slow (2008) Royal Danish Ballet
- In on Blue («На синем») / Бостонский балет, 2008
- Double Evil (2008) San Francisco Ballet
- Red Sweet (2008) Aspen Santa Fe Ballet
- Death and the Maiden (2008) Norwegian National Ballet
- Requiem (Mozart) (2008) Gothenburg Ballet (Sweden)
- Suite Murder / Финский национальный балет, Хельсинки, 2008
- Sacre du Printemps («Весна священная») / Бостонский балет, 2009
- Bitter Suite (2009) Hubbard Street Dance Chicago
- Round about Tim, Solo for Tim Mathiakis (2010) for gala in Greece, Athens
- Midsummer Nights Dream (2010) full evening work, Vienna state Opera Ballet, Austria
- One Concerto (2010) Boston Ballet school, Boston
- Pur ti Miro (2010), National Ballet of Canada, Toronto
- RED in 3 (2010), Stuttgart Ballet, Stuttgart, Germany
- Touch (2010 October) Norwegian National Ballet, Oslo, Norway
- ONE Overture («Одна увертюра»), соло для Марии Кочетковой / Большой театр, Москва, 2011) Reflections project Moscow, Bolshoi/ Orange County USA
- Elo Experience full evening work («Опыт Эло») / Бостонский балет, март 2011
- Pulcinella, with Philadelphia Symphony Orchestra (2011) Pennsylvania Ballet, Philadelphia USA
- Golden Partita, Basler Ballett (2011) Basel, Switzerland
- ONE/end/ONE Houston Ballet (2011) Houston Texas, USA
- Over Glow, Aspen Santa Fe Ballet (2011) Wolftrap Washington DC
- Kings 2 Ends (2011) Scottish Ballet Edinburgh, Scotland UK
- Still of King, Solo for Marcello Gomes (ABT) Kings of Dance project / Московский академический музыкальный театр, Москва, 2011
- Sharper side of Dark, Boston Ballet, premiere Boston 2012
- Awake Only / Бостонский балет, Бостон, 2012
- Killer Sweet, Royal Ballet of Flanders, Belgium, premiere Antwerp 2012
- Dream of Dream / Большой театр, Москва, 29 июня 2012